# Begonia mamutensis
Espèce
Begonia mamutensis est une espèce de plantes de la famille des Begoniaceae.
Elle a été décrite en 2001 par Martin Jonathan Southgate Sands (1938-).